# アントワープの6人
「アントワープの6人」(Antwerp Six)は、ベルギーのアントワープに位置するアントワープ王立芸術学院出身の、
- アン・ドゥムルメステール
- ウォルター・ヴァン・ベイレンドンク
- ダーク・ヴァン・セーヌ（オランダ語版）
- ダーク・ビッケンバーグ
- ドリス・ヴァン・ノッテン
- マリナ・イー（オランダ語版）

以上の6名のファッションデザイナーの総称である。マルタン・マルジェラもこれと並び称されることが多い。いずれもアカデミー校長のリンダ・ロッパに指導を受けた。
1980年代後半、6名が共同でロンドンの「The British Designer's Show」にてコレクションを出展、それが注目を集めたことをきっかけにこう呼ばれるようになった。以後、アントワープ発のモードは世界中から注目されるようになった。

## 日本人との関係
- アカデミーを2008年に卒業した中里唯馬は在学中、リンダ、アン、ウォルター、ドリスの指導を受けている。[3]